# Taser X-12
Le Taser X-12 est un pistolet à impulsion électrique.
Il s'apparente à un fusil à pompe (de par son apparence, et utilisation) mis avec un pistolet électrique dont certaines parties sont jaune fluorescent ainsi que le pistolet.
Si la partie fusil à pompe est conçue pour un usage à une distance faible, le pistolet est conçu pour être utilisé à bout portant.

## Utilisateurs
- France : Utilisé par la police nationale.[réf. nécessaire]